# Рождественський (Карасуцький район)
Рождественський (рос. Рождественский) — селище у Карасуцькому районі Новосибірської області Російської Федерації.
Входить до складу муніципального утворення Ірбізінська сільрада. Населення становить 445 осіб (2010).

## Історія
Згідно із законом від 2 червня 2004 року органом місцевого самоврядування є Ірбізінська сільрада.

## Населення
| 2002 | 2007 | 2010 |
| ---- | ---- | ---- |
| 532  | ↘492 | ↘445 |

## Уродженці
- Кошелєв Олександр Іванович (1949—2021) — радянський та український зоолог, орнітолог та педагог, доктор біологічних наук, професор.